# Guyulugi mecset
A Guyulugi mecset (azeriül: Quyuluq məscidi) az azerbajdzsáni Şuşa városában található. A mecset az Ojaggulu utcában található, Guyulug szomszédságában. A Guyulugi mecset egyike volt a 19. század végén Shusában működő tizenhét mecsetnek. A mecset jelenlegi pontos állapota nem ismert.